# Цушко Харлампій Іванович
Цушко́ Харла́мпій Іва́нович (24 квітня 1922 — 12 серпня 1999) — організатор сільського господарства Української РСР, Герой Соціалістичної Праці (1971).

## Біографія
Народився 24 квітня 1922 року в селі Лиса Гора Первомайського повіту Одеської губернії (нині — Первомайський район Миколаївської області).
У листопаді 1940 року призваний до лав РСЧА Благодатнівським РВК Одеської області. Учасник німецько-радянської війни з серпня 1941 по березень 1942 року. У бою 17 березня 1942 року помічник командира мінометного взводу 1293-го стрілецького полку старший сержант Х. І. Цушко отримав важке поранення грудної клітини. Тривалий час перебував на лікуванні у евакошпиталі ЕГ-1940 (м. Чита).
Демобілізований у грудні 1944 року за інвалідністю. Працював завідувачем відділу соціального забезпечення Лисогірського району Миколаївської області, очолював низку колгоспів Лисогірського та Первомайського районів, був директором Первомайського міжколгоспптахопрому.
Обирався делегатом XXIV з'їзду КПРС.
Помер 12 серпня 1999 року в місті Первомайську. Похований на кладовищі по вулиці Кам'яномостівській.

## Нагороди
Указом Президії Верховної Ради СРСР у 1971 році за видатні успіхи, досягнуті в розвитку сільськогосподарського виробництва і виконанні п'ятирічного плану продажу державі продуктів землеробства і тваринництва, голові колгоспу «Зорі Кремля» Первомайського району Миколаївської області Цушку Харлампію Івановичу присвоєне звання Героя Соціалістичної Праці.
Також нагороджений двома орденами Леніна, орденами Вітчизняної війни 1-го (01.08.1986) та 2-го (30.05.1951) ступенів, медалями.